# Midéa (district)
Midéa (en grec moderne : Μιδέα) est une circonscription administrative de Grèce, en Argolide, au nord-est du Péloponnèse. Depuis la réforme Kallikratis de 2010, elle constitue un district municipal du dème (municipalité) de Nauplie.
Sa population était de 5 631 habitants selon le recensement de 2011. Son chef-lieu est Agía Triáda (1 151 habitants). 
Elle comprend neuf « communautés locales », soit une douzaine de localités.
Un village du district (356 habitants), situé près du site archéologique, porte aussi ce nom depuis 1928 (il s'appelait auparavant Gherbessi).

## Histoire
Historiquement, cette municipalité a vu la construction d'une importante citadelle à Midéa à l'époque mycénienne (XIVe-XIIe siècle av. J.-C.), sans doute en liaison avec les sites voisins de Mycènes et Tyrinthe.
Dendra, un ancien village du district municipal (absorbé en 1961 par celui de Manessi), est également un site archéologique important où ont été mises au jour des tombes de la même période, au riche mobilier.

## Culture et patrimoine local

### Sites archéologiques
Il y a deux sites archéologiques datant de l'âge du bronze dans le territoire de la commune, la forteresse de Midéa et Dendra, un village mycénien avec une grande nécropole comprenant des sépultures de membres de la noblesse.

#### La forteresse de Midéa
Elle était plus petite que celles de Mycènes et de Tiryns, et a été construite au 15e siècle avant J.-C. ou peu avant (le site était habité, de façon discontinue, depuis la fin du Néolithique) ; selon le mythe, elle a été fondée par Persée et c'est là qu'Atrée, père d'Agamemnon et de Ménélas, et son frère Thyeste ont grandi. Elle se trouve sur la colline qui surplombe le village à 2 km au sud.
Il semble que la citadelle ait été partiellement détruite par un tremblement de terre au 13e siècle avant J.-C., et ne fut pas complètement reconstruite.

#### Les ruines de Dendra
Il s'agissait d'un village mycénien habitant une grande nécropole. Cette dernière comprenant des sépultures de membres de la noblesse.

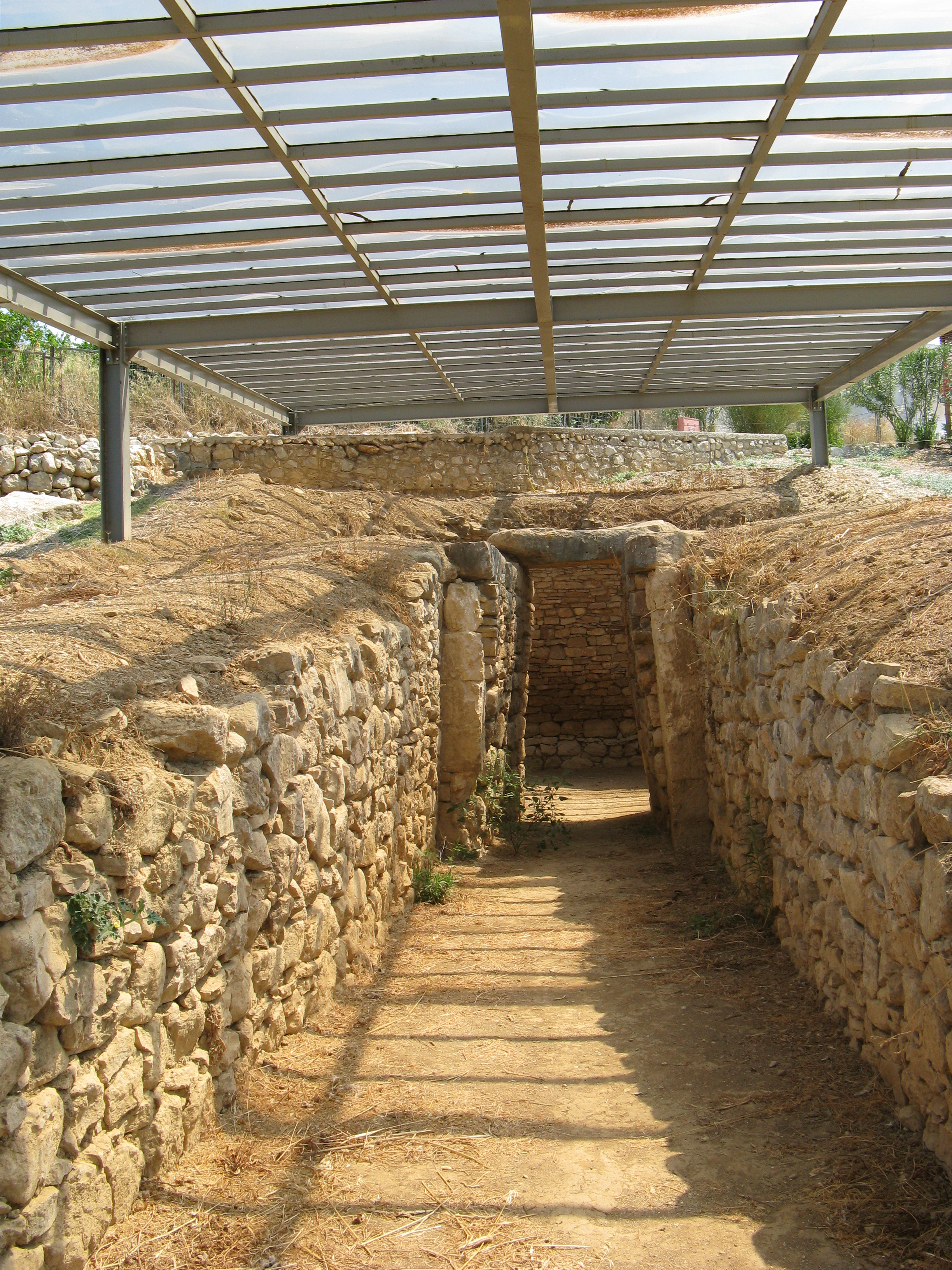
Nécropole de Dendra